# Nonnenwald (Schwarzenbach an der Saale)
Nonnenwald ist ein Gemeindeteil der Stadt Schwarzenbach an der Saale im Landkreis Hof (Oberfranken, Bayern).

## Geographie
Das Dorf Nonnenwald liegt in einem Waldgebiet am Steinbach am Fuß des Kornberges. Es befindet sich östlich von Martinlamitz, zu dem es vor seiner Eingemeindung nach Schwarzenbach an der Saale gehörte. Zwischen Nonnenwald und Martinlamitz liegt die Wüstung Hausgrün.

## Geschichte
Das Dorf war früher im Besitz des Klarissenklosters Hof und kurzfristig des Klosters Himmelkron. 1780 bestand der Ort aus 16 Häusern mit 84 Einwohnern, die dem Rittergut in Schwarzenbach unterstanden. Nach Ernst lebten 1868 im Ort 15 Familien bzw. 62 Einwohner. Ein Wohnstallhaus ist das einzige in die amtliche Liste eingetragene Baudenkmal. 